# Ваулін Євген Володимирович
Євге́н Володи́мирович Ваулін (31 серпня 1902, Даугавпілс — 7 квітня 1970, Одеса) — український музикант, викладач Одеської консерваторії.

## Біографічні відомості
Музичну освіту здобув у музичному училищі м. Дніпропетровська (педагог Вільперт). Закінчив Загребську консерваторію зі званням «вільного художника». Навчався в Берліні у професора Л. Крейцера (учня А. М. Єсипової). Був ректором і професором Загребської консерваторії і Музичної академії Будапешта. У 1959 році його запросили працювати в Одеську консерваторію, де він був проректором і очолював кафедру спеціального фортепіано.
Є. Ваулін — автор статей і наукових досліджень, які видавалися на Україні й за кордоном. Серед його учнів — народна артистка України Л. Марцевич, заслужена артистка України Л. Іванова (Німеччина), дипломант регіонального конкурсу Е. Кукурадзе, П. Бутовський, Л. Лисинецька, А. Одинцова та інші. Під його керівництвом відбулася якісна зміна навчального процесу, пов'язана з орієнтацією на взаємодію вітчизняних і європейських традицій музичного виконавства. Висока культура і ерудиція Є. Вауліна сприяли підвищенню рівня педагогічної та виконавської майстерності.